# スパガーラ
小牧天然温泉スパガーラ（英：SPAGALA）は、かつて愛知県小牧市にあったスーパー銭湯。株式会社ユーコーエステート（ユーコーラッキーグループ）が運営していた。
2018年（平成30年）4月30日の19時をもって、「施設老朽化等諸般の事情」により、閉店した。現在は設備の工事をした上でユーコーラッキーグループの「株式会社ユーコーリプロ」の愛知中央リサイクル工場になっている。

## 概要
施設内には天然温泉を利用した巨大浴場を中心として、飲食店やエステティックサロン、ゲームセンター、ムービーシアター、更に横になって休むことができるレストルーム（休憩所）などが置かれ、24時間営業も実施していた。
かつては「ラッキー健康ランド」（当初は小牧健康ランド）という名称で営業を行なっていた。1985年（昭和60年）の開業時には「健康ランド」という名称を使用した全国で初めての施設であったが、2003年（平成15年）にリニューアルオープンした際に「小牧天然温泉 スパガーラ」へと名称の変更がなされ、業態についても改称以降は「スーパー銭湯」と銘打っていた。ただし、前述のとおり浴場以外の施設も充実しており、健康ランド時代の面影を数多く残していた。

## 施設利用料金

### 閉店以前の情報
閉店以前の情報を以下に記載する。タオル・館内着は無料、シャンプー・リンス・ボディソープは浴場に備え付けがあった。
- 大人：2100円
- 小人：1050円（小学生）
- 幼児：525円（3歳児以上）
- 深夜追加料金（午前2時以降）：840円

#### 早朝利用料金
午前6時〜午前11時までの利用。
浴場以外の施設も利用可能。午前11時を過ぎると追加料金となる。
- 大人：630円
- 小人・幼児：315円

#### 各種カード・会員割引
CLUB SPAGALA会員/JAF会員/イオンカード。
一枚のカードにより4人まで割引適用可能。CLUB SPAGALAは入会金・年会費無料。
- 大人：1470円
- 小人：735円（小学生）
- 幼児：367円（3歳児以上）
- 深夜追加料金（午前2時以降）：840円

## 交通アクセス

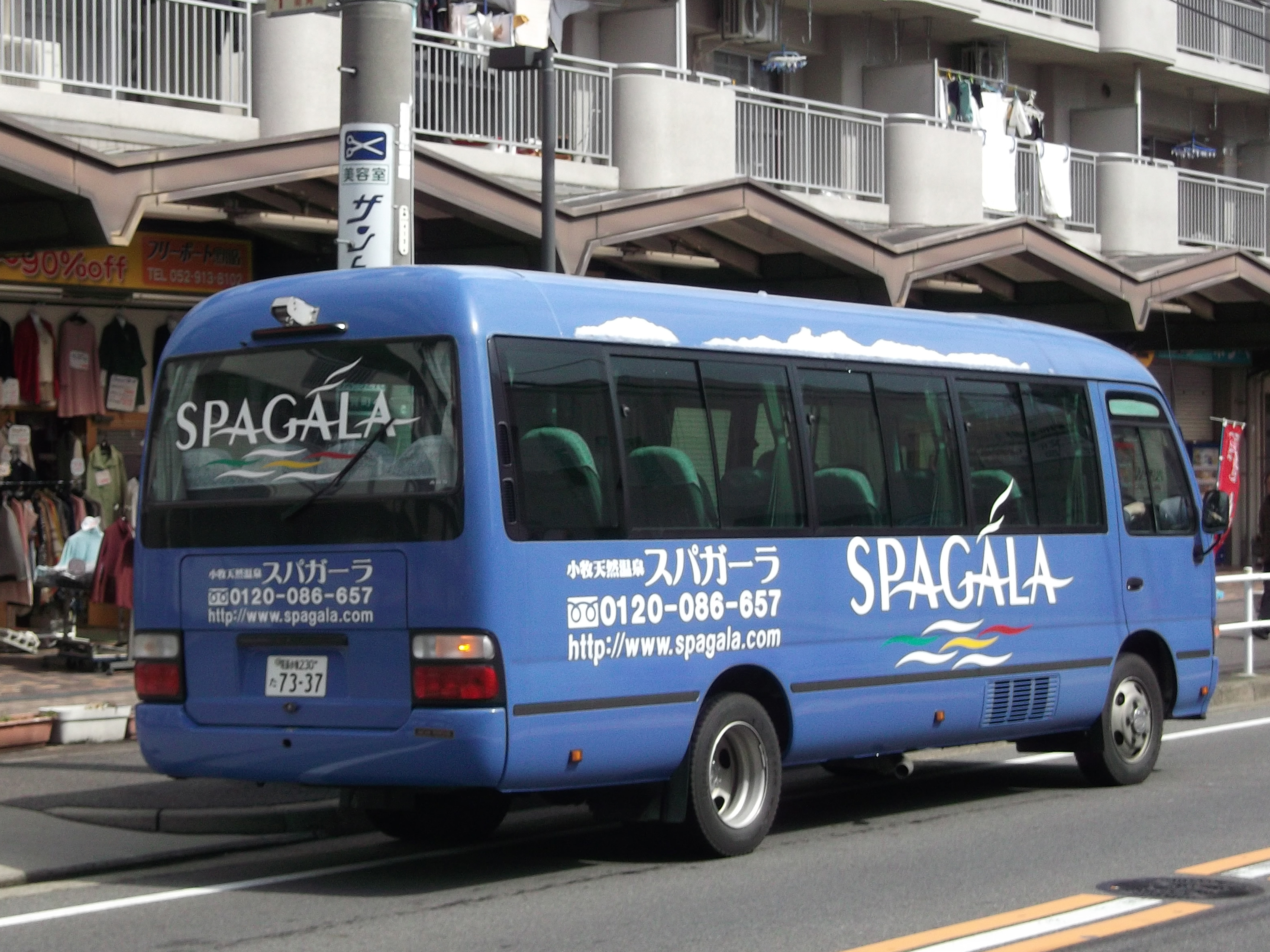
無料送迎バス（2015年（平成27年）3月）

無料送迎バス
小牧駅前や岩倉駅前、上飯田駅付近、黒川駅付近などから運行されている。
公共交通機関
- こまき巡回バスと名鉄バスの「外堀1丁目」バス停留所下車、徒歩で約8分。

## 周辺
- スケートパーク川西
- 国道41号（名濃バイパス）
- 名古屋高速11号小牧線
  - 小牧南出入口
- 観音寺